# كشافة جنوب إفريقيا
كشافة جنوب أفريقيا اعترفت المنظمة العالمية للحركة الكشفية بجمعية الكشافة في جنوب أفريقيا. بدأت الحركة الكشفية في المملكة المتحدة في عام 1907 من خلال جهود روبرت بادن باول وسرعان ما انتشرت إلى جنوب أفريقيا، مع القوات الكشفية الأولى التي ظهرت في عام 1908. جنوب أفريقيا وقد ساهم العديد من التقاليد والرموز للالحركة الكشفية.
تلبي كشافة جنوب أفريقيا للشباب وصغار البالغين الذين تتراوح أعمارهم من 7 إلى 30. وتنقسم إلى ثلاثة أقسام، الأشبال، الكشافة، والجوالة، مع كل قسم تخدم فئة عمرية مختلفة، وتركز على المناطق المختلفة من التنمية الشخصية. كما أنها واحدة من أكبر المنظمات الشبابية في المناطق الريفية من جنوب أفريقيا وتنفذ العديد من برامج رقي المجتمع في تلك المناطق.
جائزة سبرينغبوك هي أعلى جائزة يمكن تحقيقها من قبل كشافة في جنوب أفريقيا . من الشروط المطلوبة الكشفية قبول جميع المتطلبات للحصول على جائزة سبرينغبوك قبل بلوغهم سن ال18.

## روابط خارجية
- الموقع الرسمي